# Okříšky
Okříšky är en köping i Tjeckien.   Den ligger i regionen Vysočina, i den centrala delen av landet, 140 km sydost om huvudstaden Prag. Okříšky ligger 477 meter över havet och antalet invånare är 2 016.
Terrängen runt Okříšky är huvudsakligen platt, men norrut är den kuperad. Okříšky ligger nere i en dal. Runt Okříšky är det ganska glesbefolkat, med 50 invånare per kvadratkilometer. Närmaste större samhälle är Třebíč, 8,8 km öster om Okříšky. Trakten runt Okříšky består till största delen av jordbruksmark.